# Isernhagen
Isernhagen est une commune allemande située en Basse-Saxe, dans la Région de Hanovre.